# Hot Space Tour
Hot Space Tour fu la dodicesima tournée del gruppo rock britannico Queen, svoltasi nel 1982 e legata alla promozione del loro album, Hot Space.
Questa fu l'ultima tournée che il quartetto tenne negli Stati Uniti. L'Hot Space Tour, oltre che essere una delle più lunghe tournée della storia dei Queen, venne considerata una delle loro migliori serie di concerti.
Già nel 1982, a fine anno, venne pubblicato Live in Japan in versione VHS e solo in Giappone, testimonianza live del concerto del 3 novembre a Tokorozawa, mentre lo spettacolo del 5 giugno al Milton Keynes Bowl venne registrato e pubblicato solo successivamente in DVD, nel 2004, con il nome Queen on Fire - Live at the Bowl; questa venne considerata una delle più belle esibizioni live della seconda parte della carriera della band.
Successivo al The Game Tour, questo tour, che vide come artista di apertura Billy Squier, precedette il The Works Tour.

## Scaletta europea
1. Intro: Flash (tape)
2. The Hero
3. We Will Rock You (Fast)
4. Action This Day
5. Play the Game
6. Staying Power
7. Somebody to Love
8. Now I'm Here
9. Dragon Attack
10. Now I'm Here (Reprise)
11. Love of My Life
12. Save Me
13. Back Chat
14. Get Down, Make Love
15. "Guitar Solo" di Brian May
16. "Instrumental Inferno" di Roger Taylor
17. Under Pressure
18. Fat Bottomed Girls
19. Crazy Little Thing Called Love
20. Bohemian Rhapsody
21. Tie Your Mother Down
22. Another One Bites the Dust
23. Sheer Heart Attack
24. We Will Rock You
25. We Are the Champions
26. God Save the Queen

## Scaletta U.S.A. e Giappone
1. Intro: Flash (tape)
2. Rock It (Prime Jive)
3. We Will Rock You (Fast)
4. Action This Day
5. Play the Game
6. Calling All Girls
7. Now I'm Here
8. Put Out the Fire
9. Dragon Attack
10. Now I'm Here (Reprise)
11. Love of My Life
12. Save Me
13. Get Down, Make Love
14. "Guitar Solo" di Brian May
15. "Instrumental Inferno" di Roger Taylor
16. Body Language
17. Under Pressure
18. Fat Bottomed Girls
19. Crazy Little Thing Called Love
20. Bohemian Rhapsody
21. Tie Your Mother Down
22. Teo Torriatte (Let Us Cling Together)
23. Another One Bites the Dust
24. We Will Rock You
25. We Are the Champions
26. God Save the Queen

## Date

### Tour europeo
| Concerti                                  |                                            |
| ----------------------------------------- | ------------------------------------------ |
| 09.04.1982 Göteborg, Svezia               | 07.05.1982 Colonia, Germania               |
| 10.04.1982 Stoccolma, Svezia              | 09.05.1982 Würzburg, Germania              |
| 12.04.1982 Drammen, Norvegia              | 10.05.1982 Stoccarda, Germania             |
| 16.04.1982 Zurigo, Svizzera               | 12.05.1982 Vienna, Austria                 |
| 17.04.1982 Zurigo, Svizzera               | 13.05.1982 Vienna, Austria                 |
| 25.04.1982 Leida, Paesi Bassi             | 15.05.1982 Berlino, Germania               |
| 19.04.1982 Parigi, Francia                |                                            |
| 20.04.1982 Lione, Francia                 | 16.05.1982 Amburgo, Germania               |
| 22.04.1982 Bruxelles, Belgio              |                                            |
| 23.04.1982 Bruxelles, Belgio              | 18.05.1982 Kassel, Germania                |
| 24.04.1982 Leida, Paesi Bassi             | 21.05.1982 Monaco di Baviera, Germania     |
| 28.04.1982 Francoforte sul Meno, Germania | 22.05.1982 Monaco di Baviera, Germania     |
| 01.05.1982 Dortmund, Germania             | 29.05.1982 Leeds, Regno Unito              |
| 03.05.1982 Parigi, Francia                | 01.06.1982 Edimburgo, Regno Unito          |
| 06.05.1982 Colonia, Germania              | 05.06.1982 Milton Keynes Bowl, Regno Unito |

### Tour mondiale
| Concerti                                          |                                                 |
| ------------------------------------------------- | ----------------------------------------------- |
| 20.07.1982 Montreal, Canada                       | 24.08.1982 Atlanta, Stati Uniti d'America       |
| 23.07.1982 Boston, Stati Uniti d'America          | 27.08.1982 Oklahoma City, Stati Uniti d'America |
| 24.07.1982 Filadelfia, Stati Uniti d'America      | 28.08.1982 Kansas City, Stati Uniti d'America   |
| 25.07.1982 Washington, Stati Uniti d'America      | 30.08.1982 Denver, Stati Uniti d'America        |
| 27.07.1982 New York, Stati Uniti d'America        | 02.09.1982 Portland, Stati Uniti d'America      |
| 28.07.1982 New York, Stati Uniti d'America        | 03.09.1982 Seattle, Stati Uniti d'America       |
| 31.07.1982 Richfield, Stati Uniti d'America       | 04.09.1982 Vancouver, Canada                    |
| 02.08.1982 Toronto, Canada                        | 07.09.1982 Oakland, Stati Uniti d'America       |
| 03.08.1982 Toronto, Canada                        | 10.09.1982 Phoenix, Stati Uniti d'America       |
| 05.08.1982 Indianapolis, Stati Uniti d'America    | 11.09.1982 Irvine, Stati Uniti d'America        |
| 06.08.1982 Detroit, Stati Uniti d'America         | 12.09.1982 Irvine, Stati Uniti d'America        |
| 07.08.1982 Cincinnati, Stati Uniti d'America      | 14.09.1982 Inglewood, Stati Uniti d'America     |
| 09.08.1982 East Rutherford, Stati Uniti d'America | 15.09.1982 Inglewood, Stati Uniti d'America     |
| 10.08.1982 New Haven, Stati Uniti d'America       | 19.10.1982 Fukuoka, Giappone                    |
| 13.08.1982 Hoffman Estates, Stati Uniti d'America | 20.10.1982 Fukuoka, Giappone                    |
| 14.08.1982 Hoffman Estates, Stati Uniti d'America | 24.10.1982 Nishinomiya, Giappone                |
| 15.08.1982 St. Paul, Stati Uniti d'America        | 26.10.1982 Nagoya, Giappone                     |
| 19.08.1982 Biloxi, Stati Uniti d'America          | 29.10.1982 Sapporo, Giappone                    |
| 20.08.1982 Houston, Stati Uniti d'America         | 03.11.1982 Tokorozawa, Giappone                 |
| 21.08.1982 Dallas, Stati Uniti d'America          |                                                 |